# Klaus-Gunther Wesseling
Klaus-Gunther Wesseling (né en 1961) est un théologien et ecclésiastique allemand.

## Biographie
Wesseling étudie la théologie protestante à Mayence et est pasteur de l'Église protestante en Hesse et Nassau (en service scolaire). De 1989 à 1996, il est curé de Bermbach et Heftrich. Aujourd'hui, il travaille comme curé à l'école Pestalozzi d'Idstein.
Il est l'auteur de plus de 200 articles dans le Biographisch-Bibliographisches Kirchenlexikon et éditeur d'une bibliographie de Walter Benjamin.

## Travaux
- Walter Benjamin: Eine Bibliographie. Bautz, Nordhausen 2003  (ISBN 3-88309-139-1).
- Anmerkungen zur Bildebene des Gleichnisses vom ungerechten Verwalter (Lk 16,1ff). In: Luise und Willy Schottroff (Hrsg.): Die Auslegung Gottes durch Jesus. Festschrift für Herbert Braun zum 80. Geburtstag. Mainz 1983, S. 116–141.
- Mutmaßungen über den Anlaß des Martyriums von Ignatius von Antiochien. In: VigChr. Band 40, 1986, S. 105–117.
- Erwägungen zum geschichtlichen Ort der Apologie des Aristides. In: Zeitschrift für Kirchengeschichte. Band 97, 1986, S. 163–188.
- Klaus-Gunther Wesseling verfasste zahlreiche Artikel im Biographisch-Bibliographischen Kirchenlexikon (BBKL)